# Stictopisthus deltoides
Stictopisthus deltoides är en stekelart som beskrevs av Dasch 1974. Stictopisthus deltoides ingår i släktet Stictopisthus och familjen brokparasitsteklar. Inga underarter finns listade i Catalogue of Life.